# Segell de Colorado
El Gran Segell de l'Estat de Colorado és una adaptació del segell territorial que va ser aprovat per la Primera Assemblea Territorial el 6 de novembre de 1861. Els únics canvis realitzats en el disseny del segell territorial van ser la substitució de les paraules "State of Colorado" (" Estat de Colorado ") i les xifres" 1876 "per les inscripcions corresponents en el segell territorial. La primera Assemblea General de l'Estat de Colorado va aprovar l'adopció del segell de l'Estat el 15 de març de 1877. El secretari d'Estat de Colorado és l'únic autoritzat a col·locar el Gran Segell de Colorado en un document.

## Composició
Per llei, el segell de l'Estat és de dos polzades i mitja de diàmetre amb les següents figures i inscripcions: A la part superior hi ha l'Ull de la Providència o "Ull que Tot ho Veu" dins d'un triangle, del qual irradien raigs d'or en dues direccions. Sota l'ull hi ha un pergamí, el Feix romà, un feix de vares d'om o de bedoll amb una destral de guerra, lligats amb cintes vermelles, ostentant les paraules "Union and Constitution" (Unió i Constitució) sobre una banda vermella, blanca i blaba. El feix de vares simbolitza la força que falta en una sola vara. La destral simbolitza autoritat i lideratge. Sota el pergamí hi ha l'escut heràldic, el qual mostra a la part superior, sobre un camp vermell, tres muntanyes nevades amb núvols sobre elles. La meitat inferior de l'escut té dues eines de mineria, la pica i el mall, creuats sobre camp daurat. Sota l'escut en un semicercle i resta escrit el lem "Nil Sine Numine", que signifiquen "Res sense la Deïtat", i en la part inferior, les xifres 1876, l'any en què Colorado es va convertir-se en Estat de la Unió a més de sis estrelles a cada costat, tres per costat.
El disseny del Segell Territorial que va servir com a model per al Segell de l'Estat o Gran Segell de Colorado actualment és atribuït a diferents persones, però, el principal responsable va ser Lewis Weld Ledyard, secretari territorial, nomenat pel president Abraham Lincoln al juliol de 1861. També hi ha certes proves que el Governador Territorial William Gilpin va ser el seu autor, si més no parcialment, responsable del disseny actual. Tant Weld com Gilpin eren coneixedors de l'art i el simbolisme de l'heràldica. Hi ha elements del disseny dels escuts d'armes de les famílies Weld i Gilpin incorporats en el Segell Territorial.

## Cita
Numine sine Nil és el lema de l'estat de Colorado. Aquestafrase llatina sembla una adaptació de l'epopeia de l'Eneida de Virgili, on hi trobem en el llibre II, en la línia 777 les paraules "... non haec sine numine devum eveniunt.
El Departament de Personal i Administració de Colorado, va posicionar-se sobre la traducció del lema:
| « | A intervals regulars, el debat s'ha desfermat sobre la interpretació d'aquesta frase llatina que és comunament traduïda com "'Res sense la providència". Altres diuen que és "Res sense Déu". Merriam Webster ho tradueix com "res sense la voluntat divina". En els dies de la primerenca mineria de l'Estat, fou dit que significava "res sense una mina nova". La paraula "numen" (Cas ablatiu de numine) representa qualsevol divinitat, déu o deessa, o l'esperit diví. La millor prova de la intenció dels dissenyadors oficials del Segell de Colorado i els redactors de la resolució d'aprovació del mateix està continguda en l'informe de la comissió de distinció que aclara l'assumpte entre "numine" i "Deo", i estableix específicament que la traducció interpretativa de la comissió era "Res sense la Deïtat ". | » |

Aquest lema també és utilitzat per la High Point University, una petita universitat d'arts liberals a High Point, Carolina del Nord.